# Sangha-Mbaéré

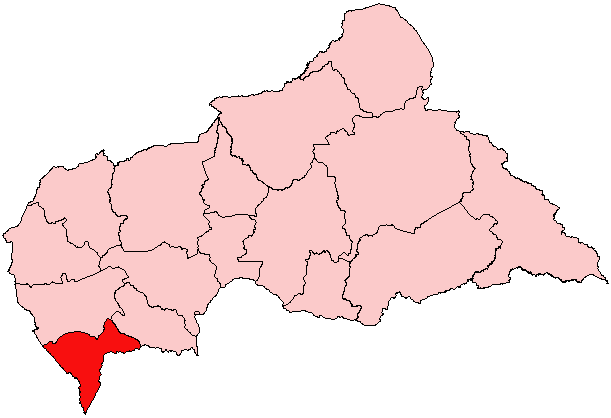
Ligging van Sangha-Mbaéré in de Centraal-Afrikaanse Republiek

Sangha-Mbaéré is een van de twee economische prefecturen van de Centraal-Afrikaanse Republiek. Het heeft een oppervlakte van 19.412 km² en heeft 101.074 inwoners (2003). De hoofdstad is Nola.

De prefectuur dankt het eerste deel van zijn naam aan de rivier Sangha.
Bamingui-Bangoran · Basse-Kotto · Haute-Kotto · Haut-Mbomou · Kémo · Lobaye · Mambéré-Kadéï · Mbomou · Nana-Mambéré · Ombella-M'Poko · Ouaka · Ouham · Ouham-Pendé · Vakaga